# Ischnoceros laricinus
Ischnoceros laricinus là một loài tò vò trong họ Ichneumonidae.